# 무샤노코지 사네아쓰
무샤노코지 사네아쓰(武者小路実篤)는 일본의 소설가, 시인, 극작가, 화가, 귀족원칙선의원이다. 동료들에게는 무샤(武者)라는 호칭(애칭)으로 많이 불렸다고 한다. 일본 예술원 회원이며 문화훈장을 수상한 경력이 있다. 증 종3위.

## 가계
- 외조부: 가데노코지 스케요리(勘解由小路資生)
  - 외삼촌: 가데노코지 스케코토(勘解由小路資承)
  - 어머니: 아키코(秋子)
    - 형: 무샤코지 긴토모(武者小路公共)
      - 조카: 무샤코지 사네미쓰(武者小路実光)
      - 조카: 무샤코지 긴히데(武者小路公秀)

    - 본인
      - 데릴사위: 무샤노코지 미노루(武者小路穣)
        - 손자 사위: 4대 나카무라 바이교쿠(四代目中村梅玉)

## 같이 보기
- 고노 미치세이
- 지바 공업대학